# Борщ с ушками
Борщ с ушками — борщ, в состав которого входят ушки — маленькие варенички из яичного теста с начинкой. Для начинки используют приготовленные грибы, лук, мясо, кашу, тёртый хлеб. Это одно из традиционных блюд украинской, польской, литовской кухонь, которое готовят перед праздниками, особенно часто перед Рождеством. Иногда считается, что это одесский вариант борща.
Для борща с ушками варят бульон из свёклы и лука, грибов и гвоздики, обжаривают на растительном масле мелко нарезанный репчатый лук для заправки супа. Варенички лепят из теста с нарезанными грибами с зелёной петрушкой и отваривают в солёном кипятке. Борщ с ушками сервируют с нарезанным укропом и ушками. В Польше ушки подают отдельно.